# Charlotte Wells
Charlotte Wells   (Edimburg, 13 de juliol de 1987) és una productora, guionista i directora de cinema escocesa. És coneguda pel seu debut cinematogràfic Aftersun (2022), pel qual va rebre els premis Gotham i British Independent Film.

## Biografia
Wells va néixer en Edimburg. Va assistir a l'escola secundària a la George Heriot's School.
Wells estava interessada en el cinema des de petita, però inicialment no se’n va dedicar. Es va graduar amb una llicenciatura en Arts Clàssiques pel King's College de Londres i després amb una mestratge en Arts per la Universitat d'Oxford. Es va dedicar a les finances i va redescobrir el cinema ajudant un vell amic de l'escola a dirigir una agència anomenada Digital Orchard. Va utilitzar aquesta experiència per presentar-se al programa de postgrau en negocis i cinema de la Universitat de Nova York amb la intenció de convertir-se en productora. Va completar un doble Màster en Belles Arts i Màster en Administració d'Empreses a la Tisch School of the Arts i la Stern School. Mentre estava a la Universitat de Nova York, Wells va crear tres curtmetratges: Tuesday (2015) amb Megan McGill, que li va valdre a Wells el millor escriptor nominat als BAFTA Scotland New Talent Awards 2016; Laps (2016) amb Thea Brooks, que va obtenir el reconeixement especial del jurat de Wells als SXSW Short Film Awards; i Blue Christmas (2017) amb Jamie Robson and Michelle Duncan.

## Carrera
Wells va ser membre del Sundance Institute Screenwriters and Directors Labs de 2020 amb el seu debut cinematogràfic Aftersun, que s'estrenaria al 75è Festival Internacional de Cinema de Canes. La pel·lícula és un drama sobre la majoria d'edat protagonitzat per Paul Mescal i Frankie Corio.

## Reconeixements
| Any  | Associació                               | Categoria                                              | Pel·lícula | Resultat  | Ref.   |
| ---- | ---------------------------------------- | ------------------------------------------------------ | ---------- | --------- | ------ |
| 2022 | BIFA                                     | Millor director                                        | Aftersun   | Guanyador | [ 10 ] |
| 2022 | Premis Gotham                            | Premi Bingham Ray al director innovador                | Aftersun   | Guanyador | [ 2 ]  |
| 2022 | Cercle de Crítics de Cinema de Nova York | Millor primera pel·lícula                              | Aftersun   | Guanyador | [ 11 ] |
| 2022 | National Society of Film Critics         | Millor director                                        | Aftersun   | Guanyador |        |
| 2023 | Directors Guild of America               | Mil·lent direcció – Primera pel·lícula                 | Aftersun   | Guanyador | [ 12 ] |
| 2023 | Premis BAFTA                             | Millor director, guionista o productor britànic novell | Aftersun   | Guanyador |        |